# Apronia
Apronia (Roma, I sec. a.C. – Roma, 24) è stata una nobildonna romana appartenente alla gens omonima, di origine plebea, morta nel 24 d.C. a seguito di una defenestrazione il cui responsabile è individuato dalle fonti storiche antiche nel marito Marco Plauzio Silvano. Quest’ultimo è stato un senatore romano imparentato con la dinastia giulio-claudia che ricoprì la carica di pretore nell’anno della morte di Apronia.
La fortuna di Apronia in epoca successiva si lega essenzialmente alle vicende sfortunate del suo decesso che l’hanno resa una delle più celebri vittime di femminicidi nell’antica Roma assieme ad Annia Regilla, moglie di Erode Attico. Le circostanze della morte sono ripercorse dallo storico romano Tacito (55-120 d.C.) nel quarto libro degli Annales, l’opera storiografica che segue le Historiae e descrive gli avvenimenti dell’Impero Romano dal 14 d.C. al 68 d.C.

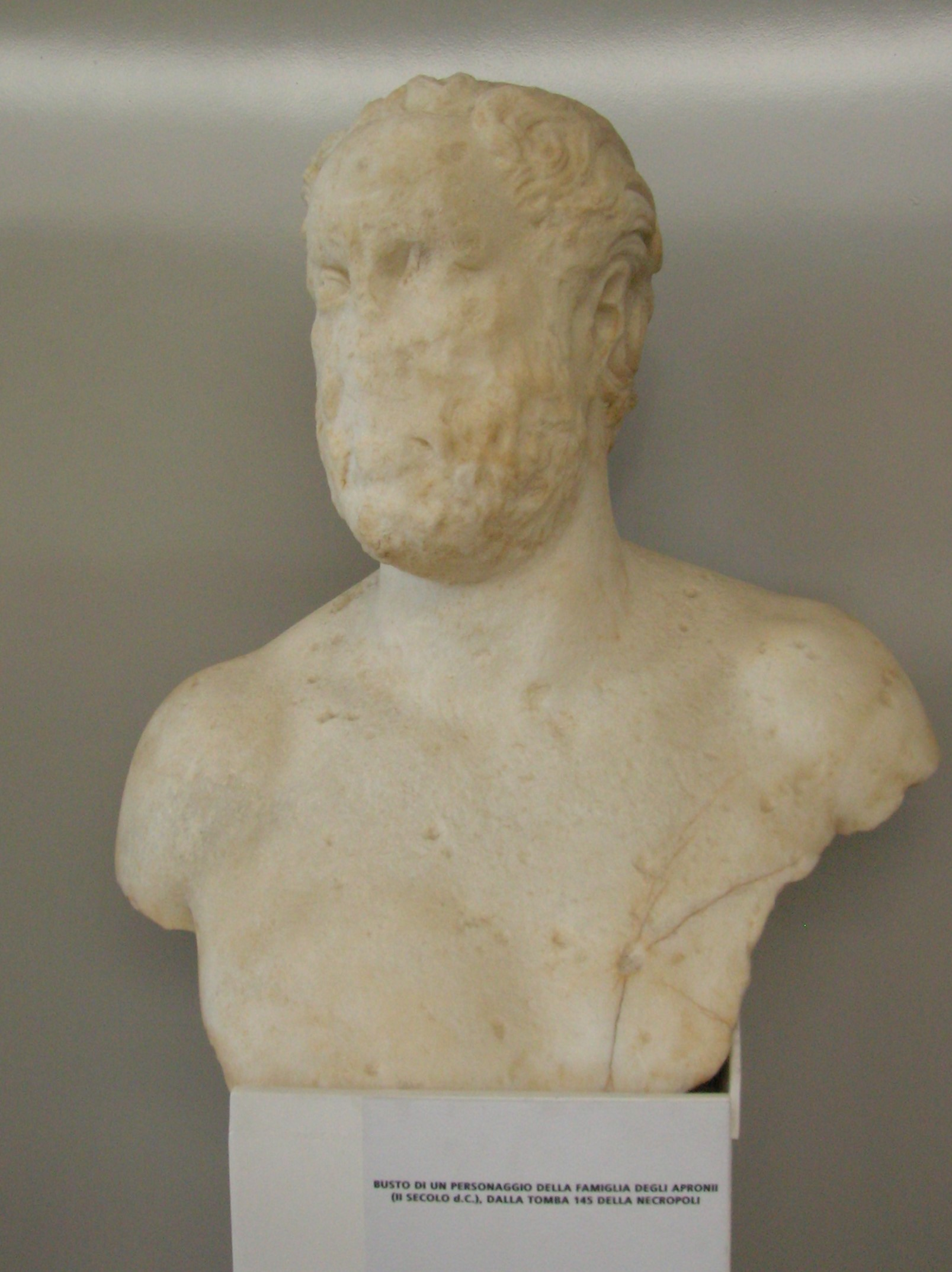
Il busto raffigura un esponente della gens Apronia.

## Biografia
Le informazioni sulla vita di Apronia sono pressoché limitate alla descrizione del momento del trapasso, avvenimento su cui indugiano le fonti storiografiche antiche, i cui resoconti sono verosimilmente modellati sugli acta senatus. Il mancato approfondimento di altri aspetti della sua esistenza si legano in buona sostanza all'appartenenza a un ramo minore e terminale della gens Apronia, motivo per cui l'enfasi è stata posta dagli storici antichi soprattutto sugli esponenti che hanno ricoperto incarichi politici di rilievo, fra i quali vi è il padre di Apronia, Lucio Apronio, consul suffectus nell'8.

### La morte secondo Tacito
La fonte principale per la descrizione della morte di Apronia è rappresentata dal sintetico ma essenziale resoconto offerto da Tacito nel quarto libro degli Annales.
(Tacito, Annales, IV, 22)
Stando a quanto narrato da Tacito, il pretore urbano Marco Plauzio Silvano avrebbe defenestrato la moglie di notte senza un apparente motivo. In conseguenza di ciò, sarebbe stato portato dal suocero Lucio Apronio al cospetto dell’imperatore Tiberio affinché potesse essere giudicato per il crimine commesso. Plauzio Silvano, turbato, si difese sostenendo che la moglie si era suicidata mentre lui dormiva profondamente. L’imperatore Tiberio si recò allora ad esaminare la scena del crimine, e vedendo i segni di una colluttazione, sottopose la questione al senato. Nel mentre Urgulania, la nonna di Silvano, inviò un pugnale al nipote, forse sotto consiglio dell'imperatore stesso, data l’amicizia che la legava alla madre di Tiberio, Livia Drusilla, che dal 14 aveva assunto il nome di (Giulia) Augusta. Il marito di Apronia, recepito l'invito, prese il pugnale e ordinò a un suo schiavo – probabilmente un medico professionista – di tagliargli le vene. A seguito di ciò la prima moglie di Silvano, Fabia Numantina, figlia di Paolo Fabio Massimo, venne accusata di aver indotto l’ex marito alla pazzia tramite pozioni e incantesimi, ma il processo a suo carico giunse a un'archiviazione per l'assenza di prove significative al riguardo. Il procedimento giudiziario legato al femminicidio di Apronia si concluse, con soddisfazione del giudice e della giuria, con la morte dell'unico imputato. D'altra parte, considerato che di notte l'accesso al palazzo era precluso ai non residenti, solo gli abitanti della casa possono aver arrecato offesa ad Apronia. Poiché gli schiavi non sembrano aver un movente sufficientemente valido, è conveniente additare la colpevolezza al marito in accordo con le fonti antiche.

### Circostanze non chiare del decesso
Nonostante il resoconto di Tacito, le circostanze della morte di Apronia non sono del tutto chiare: ad esempio, non si sa se la donna sia caduta da una rampa di scale interna alla casa o da una finestra che dà verso l'esterno, né la tempistica degli avvenimenti è ricostruibile con certezza. Nel saggio The murder of Apronia, la studiosa Barbara Levick (1931-2023) ipotizza che siano stati gli schiavi a dare l'allarme considerato che il marito, Plauzio Silvano, ha dichiarato di trovarsi avvolto in un sonno profondo al momento del misfatto. Al mattino seguente Tacito data l'intervento repentino di Lucio Apronio, che si era recato dall'imperatore Tiberio con il genero pretore. L'immediata comparsa sulla scena del padre di Apronia si comprende – al di là dell'amore ragionevolmente nutrito nei confronti della figlia – ricordando che con il matrimonio la donna non passava alla manus del marito ma rimaneva comunque in potere del padre; d'altra parte, la sua presenza di primo mattino si giustifica solo a patto di ipotizzare che la sua residenza fosse attigua o comunque vicina a quella di Plauzio Silvano, presso la quale è ipotizzabile abbia vissuto Apronia. L'intervento altrettanto tempestivo dell'imperatore è legato al ruolo ricoperto dai personaggi che si erano palesati al suo cospetto: Apronio era stato consul suffectus nell'8 e proconsole d'Africa, mentre Marco Plauzio Silvano era senatore e pretore; il padre era stato console nel 2 mentre la sorella, Plauzia Urgulanilla, era la prima moglie dell'imperatore Claudio.
Nel saggio citato in precedenza Barbara Levick individua un precedente femminicidio dalle dinamiche non molto dissimili da questo: si tratta di Nevio, un uomo di Arpino che era stato accusato di aver ucciso la moglie spingendola giù dalla finestra; questi, al pari di Marco Plauzio Silvano, si era difeso sostenendo che si fosse gettata sua sponte. Nonostante l'avallo della tradizione, risulta difficile individuare un movente ragionevole. Se la donna si fosse effettivamente suicidata, come dichiarato dal marito, va osservato che all’epoca vi erano altri metodi più diffusi per il suicidio, come l’impiccagione e il soffocamento. Al contrario, se Plauzio Silvano avesse voluto liberarsi di Apronia, avrebbe potuto divorziare con facilità considerato che l'unico che poteva imporre il controllo sul matrimonio (e, perciò, opporsi al divorzio) era il padre di lui, che nel 24 era ragionevolmente defunto. La stessa assenza di prove che testimoniano uno o più tradimenti della moglie impedisce di suffragare il movente ipotizzato da Tacito, che non può comunque essere smentito in assenza di indizi che facciano propendere per altre ipotesi.